# ビジャ・プエイレドン
ビジャ・プエイレドン(Villa Pueyrredon)は、アルゼンチンの首都ブエノスアイレス自治市の北西部にある地区（バリオ）である。コムーナ12に属しており、2001年の調査での人口は40,325人である。
中流階級の住民が多い地区である。地区内の通りはほぼ完全に格子状になっており、多くの広場や公園に囲まれている。ビジャ・ウルキーサ地区、ビジャ・デボート地区、アグロノミア地区と隣接している。コンスティトゥエンテス通り、デル・カリル通り、グラル・パス通りが他地区との境界である。鉄道路線のミトレ線がブエノスアイレス自治市の中心業務地区(CBD)にあるレティーロ駅とプエイレドン地区を結んでいる。

## 歴史
かつての地区の名称は中央アルゼンチン鉄道（今日のミトレ将軍鉄道・ミトレ線の一部）の「km14」駅に由来している。1907年、輝かしい功績を挙げたフアン・マルティン・デ・プエイレドン准将に敬意を表して地区の名称がプエイレドンに変更され、1923年には地区名称と同名のビジャ・プエイレドン駅が完成した。この地区は特にイタリア系とスペイン系、またレバノン系などのヨーロッパ系移民によって設立された。彼らはみな19世紀後半から20世紀初頭に地区にやってきて、ラテンアメリカでもっとも重要な「偉大な鉄道計画」に携わった。これらの移民によって多彩な中小企業が数多く設立され、地区に大きな特徴と民族的多様性を与えた。

## 公園と広場
地区内にはいくつかの緑地がある。ラルセン通り、アルティガス通り、サムディオ通り、コチュラーネ通りに挟まれているレアンドロ・アレム広場がもっとも古く、1921年5月25日に完成した。ヘネラル・エドゥアルド・ロナルディ広場は非常に不規則な形をしており、面積は1.15ヘクタール（2.8エーカー）である。オビスポ通り、サン・アルベルト通り、ラディネス通り、ホセ・カベソン通り、ヘネラル・ホセ・G・デ・アルティガス通りとミトレ鉄道線に囲まれている。千鳥状ピラミッド形式の装飾的な噴水を持ち、ライトアップの機能を備えている。地区でもっとも重要なクラブであるCCD17デ・アゴストの設立は1949年まで遡り、アルバレージョス通りに位置するクラブのフットサル部門はアルゼンチンフットサルリーグのディビシオン・デ・オノール（1部）に所属している。コンダルコ通りに位置するCSプエイレドンの設立は1927年6月1日に遡り、SCSCグロリアの設立は1936年9月16日まで遡る。当初、グロリアはガブリエーラ・ミストラル通りに位置していたが、やがてカラカス通りに移転した。

## 出身著名人

### スポーツ選手
- ロベルト・デビセンソ（英語版） : ゴルファー。1967年の全英オープン優勝者。
- マルセロ・アレクサンドレ : 自転車競技選手。
- ビクトル・アベダーノ: ボクサー。
- アレハンドロ・サベージャ : サッカー選手、サッカー指導者。アルゼンチン代表監督。
- カルロス・ベグリオ（英語版） : サッカー選手。
- フェデリコ・バイロ（英語版） : サッカー選手。

### タンゴ関係
- ロベルト・ルフィーノ : タンゴ歌手。
- グロリア・ディアス : タンゴ歌手。
- エドゥアルド・ヘラス : タンゴ歌手。
- フアン・カルロス・コペス（英語版） : タンゴダンサー。
- ロクサーナ・カジェガーリ : タンゴダンサー。
- ファビアン・ベルモンテ : タンゴダンサー。

### その他
- テレサ・ブラスコ : 女優。
- エンリケ・アレハンドロ・マンシーニ : ラジオパーソナリティ、テレビ司会
- ミゲル・マテオス（英語版） : ロックミュージシャン。
- ルイス・ルビオ : コメディ俳優。エベル・ルドゥエーニャというキャラクターで有名。